# Gefecht bei Koblach
Etzel · Pfäffikon · Grüningen I · Freienbach · Blickensdorf · Hirzel · Bremgarten · Regensberg · Grüningen II · St. Jakob an der Sihl · Greifensee · St. Jakob an der Birs · Erlenbach I · Koblach · Sargans · Wil · Kirchberg · Wolfhalden · Obertoggenburg · Wigoltingen · Erlenbach II · Männedorf · Wollerau · Ragaz
Das Gefecht bei Koblach war ein militärischer Konflikt, der am 30. Januar 1445 (nach anderen Quellen 28., 29. oder 31. Januar) im Verlaufe des Alten Zürichkriegs im heutigen Vorarlberg ausgetragen wurde. Die Gegner waren auf der einen Seite Truppen der eidgenössischen Orte und des Zugewandten Ortes Appenzell, auf der anderen Seite Truppen der Habsburger und deren Verbündete.

## Vorgeschichte
Durch den Kriegseintritt Appenzells am 30. April 1444 und die Kämpfe im Sarganserland und im St. Galler Rheintal verlagerte sich das Kriegsgeschehen zunehmend vom zürcherischen Raum in die heutige Ostschweiz. Im Mai und im September 1444 führten die Eidgenossen zwei Feldzüge gegen die aufbegehrenden Sarganserländer durch, bei denen sie die Herrschaften Nidberg und Freudenberg, die unter dem Schutz des seit dem 30. Januar 1437 mit Schwyz und Glarus in einem Landrecht stehenden Grafen Heinrich II. von Werdenberg-Sargans († ca. 1447) und dem Feldkircher Vogt Wolfhart V. von Brandis standen, in Besitz nahmen und die Landleute aufforderten, ihnen Treue zu schwören. Zudem verlangten sie von Graf Heinrich, dass er ihnen als ihr Landsmann Burg und Stadt Sargans für den Krieg gegen die Habsburger offenhalte und Glarus erhob Ansprüche auf die Burgen Nidberg und Freudenberg.
Hierauf wechselten Graf Heinrich, wohl auch aufgrund der Bedrängnis durch die Landleute in seinem eigenen Herrschaftsgebiet – zusammen mit Wolfhart von Brandis – die Seiten und erklärte den beiden Orten am 30. November 1444 «als ein graf des richs», also im Namen des Königs, den Reichskrieg. Er beschuldigte sie, seine Leute beraubt und unabgesagt «in ünser land Sangans» eingefallen zu sein. Unmittelbar darauf erfolgte eine gut geplante grössere militärische Aktion unter der Führung der Werdenberger und der Freiherren von Brandis, als am 1. Dezember ein Heer in der Stärke von angeblich 6000 Mann von Osten her durch das Seeztal vorrückte und Walenstadt besetzte, wo Heinrichs ältester Sohn, Wilhelm von Werdenberg–Sargans, das Kommando übernahm.
Am 28. Januar 1445 erschien ein Kontingent bestehend aus Mannschaften aus Winterthur, Frauenfeld und Zürich unter dem Kommando von Hans von Rechberg und legte sich vor Wil; es wurden die umliegenden Dörfer in Brand gesteckt, das sich in der Gegend befindliche Vieh weggeführt und daraufhin der Rückweg über Zuckenriet angetreten. Nach ergangenem Sturmläuten versammelten sich Wiler Stadtbürger und Schwyzer sowie zugezogene Toggenburger aus den naheliegenden Dörfern und verfolgten die Gegner bis nach Hittingen, wo sie in einen Hinterhalt gerieten und fliehen mussten. Dabei kamen zwei Schwyzer namens Kaspar Turner und Werner Güpfer ums Leben.
Darauf wurde von eidgenössischer Seite ein Rachefeldzug gegen Vorarlberger Gebiet beschlossen, der sich gegen die Österreicher und insbesondere auch den als treulos empfundenen Grafen Heinrich von Werdenberg-Sargans und gegen Freiherr Wolfhart V. von Brandis richtete, die beide Ende November 1444 die Seiten gewechselt hatten. Auch sollte das von Petermann von Raron regierte Toggenburg und die Stadt Wil von den fortwährenden Belästigungen entlastet werden.
Am 29. Januar 1445 besammelten sich 300 Mann aus Schwyz mit je 200 Mann starken Kontingenten aus der Stadt Bern und Glarus sowie weiteren Mannschaften aus Zug und Nidwalden und zogen nach Uznach über den Rickenpass weiter nach Lichtensteig und von dort zum Besammlungsort Appenzell, wo ihnen weitere 300 Mann aus Wil und dem Toggenburg zuzogen. Dort wurden sie durch die dortigen wehrfähigen Männer unter dem Appenzeller Banner verstärkt, so das gesamte Heer auf insgesamt etwa 4000 Mann anwuchs, bestehend zur Hälfte aus je 2000 Appenzellern und 2000 weiteren Eidgenossen.

## Verlauf

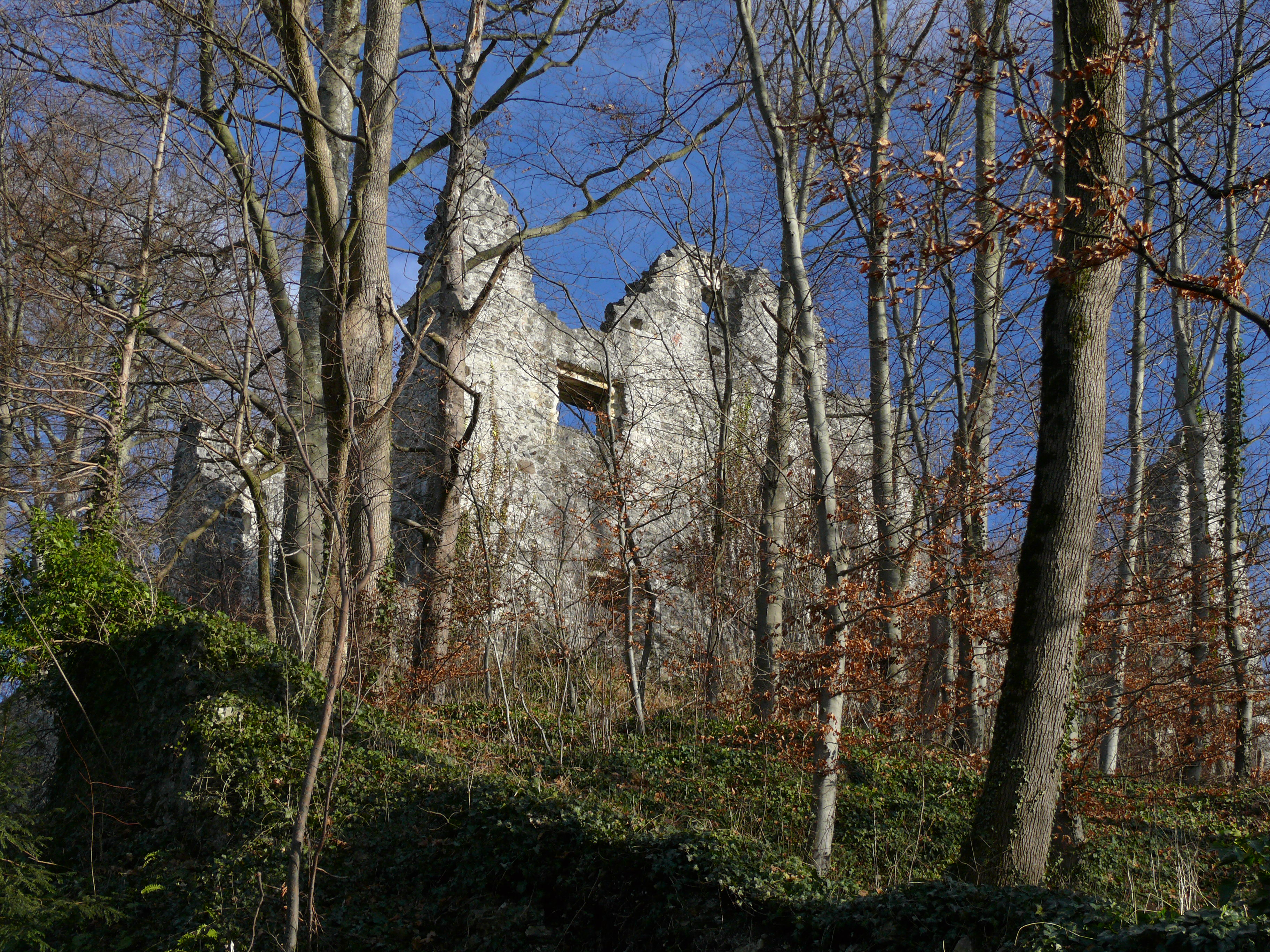
Ruine der zerstörten Neuburg

Am Samstag, 30. Januar 1445 marschierte das Heer nach Osten über den Stoss via Altstätten nach Montlingen und überquerte den Rhein nach Koblach. Die seit Monaten stationierten Landesverteidiger wurden von den weit überlegenen Angreifern auf die Neuburg zu abgedrängt, wo sie sich aufgrund der vorteilhaften Lage der Burg zur Verteidigung bereitstellten und tapfer Widerstand leisteten. Im darauffolgenden Gefecht mussten sie jedoch der Übermacht weichen und liessen 75 Tote auf der Walstatt zurück, die Burg wurde erstürmt. Von den Eidgenossen sollen nur vier Mann gefallen sein. Diese sind allerdings namentlich bekannt, nämlich Ulrich Suter, Konrad Schübel, Ulrich Schübel und Werner Büri aus Schwyz.
Unmittelbar darauf verwüsteten und brandschatzten sie das gesamte rechtsseitige vorarlbergische Alpenrheintal. Zunächst wandten sich die Eidgenossen gegen Altenstadt (Feldkirch) und Rankweil, wobei beide in Rauch aufgingen, letzterer Ort mitsamt der Liebfrauenbergkirche. Danach wandten sie sich rheinabwärts Richtung Bodensee, wo die Burg und der Ort Fussach angezündet und der Marktflecken Dornbirn um 3000 Gulden gebrandschatzt wurde; auch in Bregenz wurden die Vorstadt und die Holzlager niedergebrannt.

## Folgen
Der Eroberungszug wurde fortgesetzt und hierbei beide Rheinufer verheert. Er führte zunächst wieder auf das linksseitige Rheinufer gegen die Grafschaft Werdenberg, dann wurde eine Abteilung ausgeschieden, die den Fluss erneut überquerte, um gegen die Freiherren von Brandis vorzugehen; dabei wurde die Burg Gutenberg und der dazugehörige Ort Balzers (Grafschaft Vaduz im heutigen Liechtenstein) gebrandschatzt. Daraufhin zog das Heer über den Schollberg vor die Letzinen bei Mels, worauf sie sich vor Sargans legten, um ab dem 5. Februar dieses Städtchen zu belagern.